# Rouleur

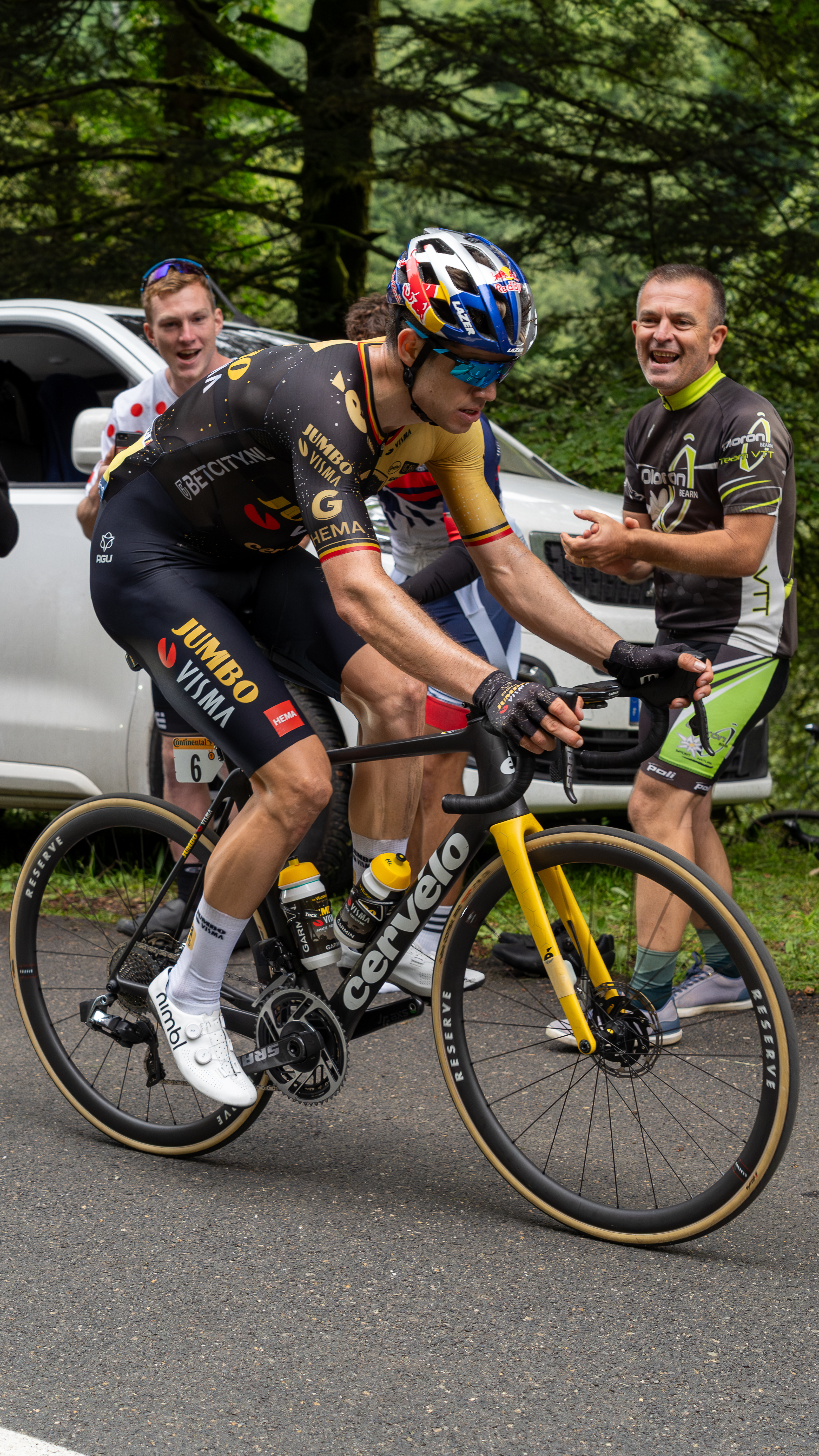
Wout van Aert

Rouleur, passista – typ zawodnika w kolarstwie szosowym. Rouleur jest kolarzem o wysokiej wytrzymałości, silnym i zdolnym utrzymywać przez długi czas stałe, wysokie tempo.
To rosły, silny kolarz, który przykładowo (według artykułu Italian For Cyclists) potrafi utrzymywać stałą prędkość 50 km/h na czele peletonu przez godzinę. Rouler specjalizuje się zwłaszcza w jeździe w płaskim i pagórkowatym terenie oraz jeździe na czas. Należy do kolarzy wszechstronnych i często służy swojemu liderowi jako pomocnik, osłaniając go od wiatru, pomagając mu w ciężkim terenie jako super-pomocnik lub narzucając wysokie, stałe tempo na czele peletonu.  
Taki kolarz potrafi generować przez długi czas wysoką, stałą moc. Dzięki temu specjalizuje się w długich, samotnych ucieczkach lub wyznaczaniu tempa na czele peletonu. Moc ta jest jednak niższa od tej generowanej przez sprinterów i górali, co nie pozwala roulerom na bezpośrednia walkę z takimi kolarzami. Kolarz taki jest uznawany za specjalistę od ucieczek i północnych klasyków. 
Za rouleurów uznawani są m.in.: Francesco Moser, Jens Voigt, Tom Boonen, Danny Patte, Eros Poli, Fabian Cancellara, Michael Rogers, Peter Sagan, Geraint Thomas, Tony Martin, Wout van Aert, Mads Pedersen czy Jasper Stuyven.